# Paris (Texas)
Paris es una ciudad ubicada en el condado de Lamar en el estado estadounidense de Texas. En el Censo de 2010 tenía una población de 25.171 habitantes y una densidad poblacional de 252,94 personas por km². Se hizo conocida por la película Paris, Texas, dirigida por el director alemán Wim Wenders y estrenada en 1984. 

## Geografía
Paris se encuentra ubicada en las coordenadas 33°40′5″N 95°32′38″O / 33.66806, -95.54389. Según la Oficina del Censo de los Estados Unidos, Paris tiene una superficie total de 99.51 km², de la cual 94.54 km² corresponden a tierra firme y (4.99%) 4.97 km² es agua.

## Demografía
Según el censo de 2010, había 25.171 personas residiendo en Paris. La densidad de población era de 252,94 hab./km². De los 25.171 habitantes, Paris estaba compuesto por el 99.42% blancos, el 0.36% eran afroamericanos, el 1.49% eran amerindios, el 0.9% eran asiáticos, el 0.02% eran isleños del Pacífico, el 3.47% eran de otras razas y el 3.33% pertenecían a dos o más razas. Del total de la población el 8.22% eran hispanos o latinos de cualquier raza.